# Gamla Raumo
Gamla Raumo är den finska staden Raumos stadskärna. Raumo är en av Finlands sex medeltida städer.  

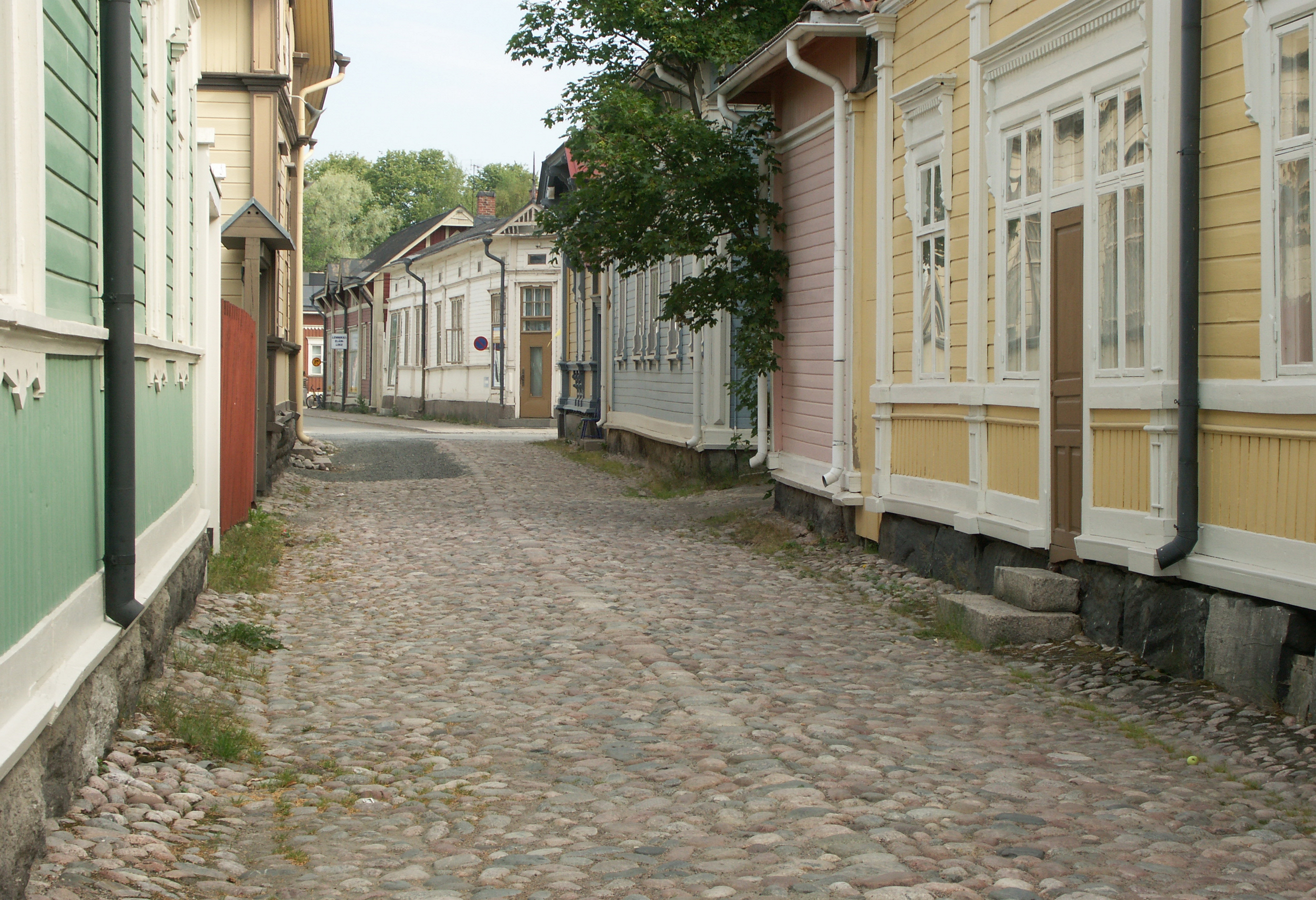
Gata i Raumos stadskärna, 2006

Stadskärnan är en typisk nordisk trästad med enhetlig bevarad stadsbild. Den upptar ungefär 0,28 km²
och omkring 800 människor bor i området. Staden Raumo expanderade utanför Gamla Raumo i början av 1700-talet. De äldsta byggnaderna är från 1700-talet då bränderna år 1640 och 1682 förstörde staden. De flesta av de omkring 600 byggnaderna är bebodda och ägs av privatpersoner. Byggnaderna längs huvudgatorna och kring torget är används i huvudsak som affärshus.
De äldsta delarna finns vid en kanal som förut varit seglingsbar. Troligen har här funnits en gammal handelsplats.
Bland byggnaderna kan nämnas huset Kirsti, som är ett sjömanshus från 1700- och 1800-talet och Marela, som är skeppsägarnas hus från 1700-talet men med en fasad från 1800-talet, båda är idag museer. Andra sevärdheter är de ovanliga stenbyggnaderna i Gamla Raumo: Heliga korsets kyrka, en gammal franciskansk klosterkyrka från 1400-talet med medeltida målningar och gamla stadshuset från 1776. En annan kyrka i Raumo är Heliga trefaldighetens kyrka, även den från 1400-talet, eldhärjad under branden 1640.

## Ett världsarv
År 1991 skrevs Gamla Raumo in på Unescos världsarvslista. Motiveringen löd:
| ” | Kriterium v: Raumo är ett enastående exempel på en gammal nordisk trästad, en välbevarad traditionell bosättning i denna del av Europa. | „ |

| ” | Kriterium iv: Följaktligen är staden typisk för de nordeuropeiska städernas arkitektur och urbanism och en av de vackraste och mest omfattande av alla de som hittills bevarats. | „ |